# Prahtip Mitra
Prahtip Mitra (...) è un ex nuotatore indiano.
Ha gareggiato nei 100 metri dorso maschile e alle Olimpiadi estive 1948.